# Jack Hoobin
John Patrick „Jack” Hoobin (ur. 23 czerwca 1927 w Dagenham, Wielka Brytania, zm. 10 czerwca 2000 w Sydney) – australijski kolarz szosowy i torowy pochodzenia brytyjskiego, złoty medalista szosowych mistrzostw świata.

## Kariera
Największy sukces w karierze Jack Hoobin osiągnął w 1950 roku, kiedy zdobył złoty medal w wyścigu ze startu wspólnego amatorów podczas szosowych mistrzostw świata w Moorslede. W zawodach tych wyprzedził bezpośrednio Francuza Roberta Varnajo oraz Włocha Adolfo Ferrariego. Był to jednak jedyny medal wywalczony przez Hoobina na międzynarodowej imprezie tej rangi. Wystąpił także na rozgrywanych dwa lata wcześniej igrzyskach olimpijskich w Londynie, gdzie był siódmy w wyścigu ze startu wspólnego, a w wyścigu drużynowym Australijczycy nie byli klasyfikowani. Na tych samych igrzyskach zajął piąte miejsce w drużynowym wyścigu na dochodzenie na torze. Jako zawodowiec startował w 1951 roku, w belgijskiej grupie Terrot-Wolber.

## Najważniejsze zwycięstwa i sukcesy
- 1950
  - mistrzostwo świata amatorów w wyścigu ze startu wspólnego